# Коупленд, Кеннет
Ке́ннет Ко́упленд (англ. Kenneth Copeland; род. 6 декабря 1936) — американский религиозный деятель, писатель, музыкант и телевизионный проповедник. Основатель «Миссии Кеннета Коупленда», сторонник «Движения веры» и «Евангелия процветания». Автор и ведущий религиозной телепередачи «Победоносный голос верующего».

## Биография
Коупленд родился в городе Лаббок, штат Техас. Вырос в западном Техасе, около аэродрома Военно-воздушных сил США, что впоследствии[когда?] вдохновило его стать пилотом.
До своего обращения в христианство, Коупленд был артистом лейблов «Lin Records» и «Imperial Records». Одна из его песен под названием «Pledge of Love» в 1957 году продержалась 15 недель в чартах Billboard Top 40, достигнув семнадцатой позиции.
В 1962 году Кеннет Коупленд стал христианином.
В 1960-х Коупленд работал пилотом у проповедника Орала Робертса.
В 1967 он поступил на учёбу в Университет Орала Робертса.
3 апреля 1962 года Кеннет и Глория Коупленд поженились. У них трое детей: Джон Коупленд, Терри Пирсонс и Келли Свишер. Глория Коупленд является вице-президентом Миссии Кеннета Коупленда. Келли Свишер — создательница мультфильма «Superkid» и учебной программы для детей «Superkid Academy», она служит детским пастором в церкви «Игл Маунтин». Дочь Коуплендов Терри Пирсонс вместе со своим мужем Джорджом являются старшими пасторами Международной Церкви «Игл Маунтин», которую посещают 1500 прихожан. По словам их зятя Стивена Свишера, Коупленды начинали совместную жизнь в долгах, но благодаря вере и Библии избавились от долгов и уже 45 лет живут в финансовой свободе.
Коупленд в качестве актёра снялся в фильмах: «Judgment: The Trial of Commander Kellie» / «Суд над коммандором Келли» (1999), «The Rally» (2010), «The Rally 2: Breaking the Curse» (2014). Исполнительный продюсер фильма «The Rally».
В 2012 году Кеннет Коупленд получил авиационную награду «Wright Brothers Master Pilot Award», которую получают лётчики, проявившие высочайший уровень профессионализма, навыков и познаний в области авиации.
Спонсоры миссии Коупленда купили ему реактивный самолёт стоимостью 20 млн долларов для того, чтобы проповедовать Евангелие. Комментируя покупку самолёта сын Кеннета, Джон Коупленд сообщил, что «кто-то может думать, что иметь свой самолёт, это роскошь, но когда ему приходится за 12 месяцев посещать 19 стран, это не роскошь, а инструмент для служения».
Некоторые СМИ называют Коупленда «крёстным отцом Евангелия преуспевания».

## Миссия Кеннета Коупленда
Миссия Кеннета Коупленда была основана в 1967 году в городе Форт-Уэрт Кеннетом и Глорией Коупленд. Первый семинар Кеннета Коупленда под названием «Законы преуспевания» прошёл в 1972 году в Оклахоме. В 1973 году был выпущен первый номер журнала «Победоносный голос верующего». В сентябре 2013 года Миссия Кеннета Коупленда праздновала сорокалетний юбилей со дня выпуска первого журнала. Ежемесячный журнал «Победоносный голос верующего» распространяется бесплатно на английском, испанском, русском и немецком языках среди 570 тыс. подписчиков из 135 стран.
С 1979 года Миссия Кеннета Коупленда работает в Азиатско-Тихоокеанском регионе. Кеннет Коупленд вместе со своей супругой являются авторами и ведущими программы «Победоносный голос верующего», которую транслируют 90 телекомпаний по всему миру.
Миссия также имеет и своё русскоязычное отделение с 1995 года, которое действует в городе Львове.
Кеннет и Глория Коупленд являются авторами пятидесяти восьми книг, которые переведены на 17 языков. В Миссии Кеннета Коупленда работает около пятисот сотрудников по всему миру.

## Критика
В 2010 году в Австралии телекомпания «TEN» прекратила транслировать программу «Победоносный голос верующего», возглавляемую Кеннетом Коуплендом из-за того, что в эфире передачи Коупленд осудил гомосексуализм. Представители телеканала подчеркнули, что подобные заявления нарушают их профессиональный кодекс, который запрещает выражать неприязнь к людям на основе их сексуальных предпочтений.
В 2011 году сенатор США Чак Грассли проводил расследование финансовой деятельности Миссии Кеннета Коупленда. В ходе проверки выяснилось, что в 1995 году 15 членов семьи Кеннета Коупленда получили зарплаты в общей сумме 1,5 млн долларов. Также проверка выявила использование корпоративного самолёта стоимостью 20 млн долларов в личных целях. Френсис Хилл, специалист Университета Майами по неприбыльному налоговому законодательству утверждает, что в Миссии «водится» слишком много денег и работает слишком много родственников, а это является тревожным сигналом. Заявив, что часть интересов, о которых идёт речь в запросах финансового комитета Сената США, находятся под защитой Конституции США, Миссией Кеннета Коупленда были предоставлены ответы на 17 из 42 вопросов. Также в Миссии подчеркнули, что церковь обязана отчитываться только перед «Службой внутренних доходов» (Налоговое управление США), а не перед сенаторами. Сам Коупленд заявил, что его финансовые отчёты принадлежат Богу и сенатор их не получит.

## Взгляды
Кеннет Коупленд проповедует на темы основанные на Библии о вере, любви, исцелении, процветании, искуплении, праведности и о принципах победоносной христианской жизни Коупленд убеждён, что Бог никогда не ошибается, в отличие от человека.. Он считает, что человек может разговаривать с Богом даже о повседневных делах. Кеннет Коупленд утверждает, что каждый человек, который принимает Господа Иисуса Христа своим Богом и Спасителем, благодаря вере может стать успешным, получить исцеление от болезней и решение финансовых нужд. Его супруга Глория сообщила что они с мужем не принимают таблетки, потому, что Бог исцеляет все болезни. Он заявляет, что в мире работают две системы: «Вавилонская система» и «Система Царства Божьего». По словам Коупленда вавилонская система — это система устройства мира, основанная на проклятии, которое пришло на человечество через грехопадение первого человека Адама. Коупленд утверждает, что мировая экономика работает по законам вавилонской системы и поэтому терпит крушение. Он убеждён, что неудачи, болезни и нищета — это результат жизни по законам «вавилонской системы». По его собственным словам «система Царства Божьего» основывается на Библии, и это система устройства мира, согласно которой благодаря вере в Бога и силе своих слов человек может быть успешен в каждой сфере своей жизни. Он заявляет, что Бог хочет, чтобы все верующие имели финансовое преуспевание вне зависимости от того, в каком состоянии находится экономика.

## Публикации
- Load Up Pocket Devotional: 31 Devotions to Revolutionize Your Future (Harrison House, July 2004) ISBN 1-57794-399-6 ISBN 978-1-57794-399-0
- You Are Healed (Kenneth Copeland Publications, July 1999) ISBN 0-88114-733-8 ISBN 978-0-88114-733-9
- A Ceremony of Marriage (Kenneth Copeland Publications, December 1996) ISBN 0-938458-15-9 ISBN 978-0-938458-15-9
- Prayer: Your Foundation for Success (Kenneth Copeland Publications, June 1999) ISBN 1-57794-155-1 ISBN 978-1-57794-155-2
- Kenneth Copeland Reference Bible — Leather Bound (Kenneth Copeland Publications, December 1996) ISBN 0-88114-296-4 ISBN 978-0-88114-296-9
- Becoming Subject to the Authority of Jesus (Kenneth Copeland Publications, 2001) ISBN 0-88114-972-1 ISBN 978-0-88114-972-2
- How to Discipline Your Flesh (Kenneth Copeland Publications, June 1999) ISBN 1-57562-116-9 ISBN 978-1-57562-116-6
- From Faith to Faith: A Daily Guide to Victory (Harrison House, May 2000) ISBN 1-57794-225-6 ISBN 978-1-57794-225-2
- Pursuit of His Presence: Daily Devotional (Harrison House, September 1998) ISBN 1-57794-137-3 ISBN 978-1-57794-137-8
- The Wake-up Call (Kenneth Copeland Publications, 2002) ISBN 1-57562-792-2 ISBN 978-1-57562-792-2
- Classic Redemption (Kenneth Copeland Publications, 2001) ISBN 0-938458-58-2 ISBN 978-0-938458-58-6
- The Laws of Prosperity (Kenneth Copeland Publications, December 1995) ISBN 0-88114-952-7 ISBN 978-0-88114-952-4
- Prosperity: The Choice Is Yours (Kenneth Copeland Publications, June 1992) ISBN 0-88114-728-1 ISBN 978-0-88114-728-5
- Healing Promises (Kenneth Copeland Publications, August 1994) ISBN 0-88114-949-7 ISBN 978-0-88114-949-4
- Over the Edge: Youth Devotional (Harrison House, September 1998) ISBN 1-57794-138-1 ISBN 978-1-57794-138-5